# Uniross
Uniross était une entreprise spécialisée dans le domaine de la pile rechargeable (accumulateur électrique) et des chargeurs pour les marchés grand public et industriels. Fondée en 1968 à Bristol (Royaume-Uni), elle a été transférée en France en 2001. 
Elle a été placée en liquidation judiciaire en 2012. 

## Historique
Son premier nom fut EHT (initiales de ses 3 fondateurs), puis fut renommée Uniross Batteries en 1978. L'entreprise fut rachetée successivement par Carlton Industries puis par Hawker Batteries. En 1992, Uniross fut acquise par le groupe français Saft, filiale d'Alcatel. C'est en 2001, dans le cadre d'un LBO, menée par le dirigeant de l'activité grand public de Saft, Christophe Gurtner, que le siège de l'entreprise fut transféré en France, à Lognes (77185), en région parisienne. 
Uniross a réalisé un chiffre d'affaires de 80 millions d'euros en 2007 au travers de ses filiales en Europe, en Asie et en Afrique. Uniross a acquis deux entreprises aux États-Unis en 2006 : NABC (qui commercialise des produits sous la marque Ultralast) et Multiplier (spécialiste et leader aux États-Unis de la batterie de remplacement pour émetteurs-récepteurs). 
Son offre est la conception, réalisation et commercialisation de systèmes complets de stockage d'énergie: batterie, électronique de contrôle de charge, chargeur, pour des marchés allant des terminaux portables, à la robotique, la domotique, aux vélos et véhicules électriques.
Uniross est présent dans près de 70 pays, auprès des chaînes de grande distribution et auprès de clients industriels. Elle affirme occuper en 2008 les places de n°1 en Europe, n°2 en Asie, n°1 en Afrique du Sud et n°2 en Chine. Elle dispose en 2008 de deux usines d'assemblage : l'une en Chine, l'autre au Mexique.
Certains médias avaient supposé en 2008 l'existence d'un conflit entre la jeune société et ses banquiers, au moment de l'éclatement de la crise financière, au point de menacer sa pérennité. Plusieurs sites iront jusqu'à suggérer qu'il pouvait s'agir d'une manœuvre de déstabilisation diligentée par un de ses principaux concurrents. Le 19 mai 2009, Uniross SA annonce officiellement que son actionnaire majoritaire, CG Holding, a conclu un accord avec le géant indien Eveready Industries en vue de permettre l'élargissement de son offre produit, et de se redéployer ainsi sur l'ensemble de ses marchés grand public et industriel. La société a eu une présence sur l'ensemble des marchés du globe. En juin 2011, Uniross vend son activité industrielle à Forsee Power Solutions SAS.
Uniross Batteries SAS, la maison mère française, a été mise en liquidation judiciaire le 1er octobre 2012.
Des investisseurs ont repris la marque et les filiales en Grande-Bretagne, à Hong Kong et en Afrique du Sud, et poursuivent l'activité grand public.